# Xavier Rocha i Rocha
Xavier Rocha i Rocha (Madrid, 12 d'abril de 1922) és un advocat i polític català.

## Biografia
Nascut a Madrid, es va establir a Catalunya en 1935. Es llicencià en Dret a la Universitat de Barcelona. Va exercir com a notari a Premià de Mar i a Calella. Participà en l'oposició catòlica al règim, de manera que fins a 1966 fou secretari de Pax Christi. Va mantenir contactes amb el grup de Josep Pallach i fou detingut i multat arran el procés de Burgos (1970). Així el 1975 es va integrar en el Reagrupament Socialista i Democràtic de Catalunya, del que en fou nomenat secretari en 1976. S'integrà en el PSC-Reagrupament i el 1978 formà part de la comissió formada per unificar-se amb el PSC-Congrés, de la que en sorgiria al PSC-PSOE, del que en fou nomenat Primer Secretari de la Federació del Maresme.
Fou candidat del PSC a les eleccions generals espanyoles de 1979, però no fou escollit. El 9 d'abril de 1980 va substituir en el Congrés dels Diputats Joan Reventós, qui dimití per poder presentar-se a les eleccions al Parlament de Catalunya de 1980. Tanmateix, el 6 de novembre deixà l'escó per raons de caràcter professional i fou substituït per Jaume Valls i Ortiz. El novembre de 1986 anuncià que es donava de baixa del PSC-PSOE a causa de l'actitud del PSOE arran la LOAPA i perquè havia marginat excessius continguts nacionalistes.